# Distrikt Huaranchal
Der Distrikt Huaranchal liegt in der Provinz Otuzco in der Region La Libertad im Westen von Peru. Der Distrikt wurde am 17. Dezember 1866 gegründet. Er besitzt eine Fläche von 135 km². Beim Zensus 2017 wurden 4225 Einwohner gezählt. Im Jahr 1993 lag die Einwohnerzahl bei 5087, im Jahr 2007 bei 5087. Die Distriktverwaltung befindet sich in der 2180 m hoch gelegenen Ortschaft Huaranchal mit 1144 Einwohnern (Stand 2017). Huaranchal liegt 27 km nordnordöstlich der Provinzhauptstadt Otuzco.

## Geographische Lage
Der Distrikt Huaranchal liegt im Nordosten der Provinz Otuzco. Entlang der südlichen Distriktgrenze verlaufen die Flüsse Río Huaranchal und Río Chicama (im Oberlauf Rio Grande) nach Westen.
Der Distrikt Huaranchal grenzt im Südwesten an den Distrikt Otuzco, im Norden an die Distrikte Lucma und Sayapullo (beide in der Provinz Gran Chimú), im Nordosten an den Distrikt Cachachi (Provinz Cajabamba) sowie im Süden an die Distrikte Usquil und Charat.

## Ortschaften
Größere Ortschaften im Distrikt neben dem Hauptort sind:
- Chapihual (229 Einwohner)
- Huayobamba (565 Einwohner)